# Koço Muka
Koço Muka (ur. 1895 w Himarë, zm. 21 listopada 1954 w Grottaferrata) – albański polityk i prawnik, w 1944 minister edukacji.

## Życiorys
Ukończył szkołę Zosimaia w Janinie, a następnie studiował prawo na uniwersytecie Ukat w Stambule. W 1916 powrócił do rodzinnej Himary, gdzie pracował jako notariusz. Od roku 1920 służył w żandarmerii, awansując z czasem na stanowisko komendanta żandarmerii w okręgu Gjirokastry. Po upadku rządu Fana Noliego w grudniu 1924, wyemigrował z kraju. W latach 1924–1942 mieszkał we Włoszech, Grecji i w Austrii. W 1942 powrócił do kraju i objął stanowisko zastępcy prefekta w Gjirokastrze. W sierpniu 1944 w efekcie sporu z włoską komendanturą wojskową, Muka podał się do dymisji. Powrócił do służby publicznej już w czasie niemieckiej okupacji Albanii. W lutym 1944 objął stanowisko ministra edukacji w rządzie Rexhepa Mitrovicy, a następnie w gabinecie kierowanym przez Fiqri Dine. Po przejęciu władzy przez komunistów, pod koniec 1944 opuścił Albanię i przedostał się do Włoch, gdzie spędził ostatnie lata życia. 1 czerwca 1945 ówczesny premier Albanii Enver Hodża zwrócił się z prośbą do prezydenta Stanów Zjednoczonych Harry'ego Trumana o wydanie Koço Muki władzom albańskim w celu jego osądzenia.